# 음경암
음경암(陰莖癌, penile cancer, carcinoma of the penis)은 음경의 조직 내부나 살갗에 보이는 악성 종양이다. 음경암의 약 95%가 편평세포암종이다. 그 밖의 다른 음경암 종류로는 머켈 세포 암종, 소세포암, 흑색종이 있지만 이들은 일반적으로 희귀질병이다.
위험 요인으로는 포경(음경의 포피 수축 불가), 만성 염증, 흡연, HPV 감염, 여러 명의 섹스 파트너를 갖는 것, 이른 성교 등이 있다.
음경암의 약 95%는 편평 세포 암종이다. 메르켈 세포 암종, 소세포 암종 및 흑색종과 같은 다른 유형의 음경암은 일반적으로 드문 편이다. 2020년에는 남성 36,000명에서 발생하였고 13,000명이 사망했다.

## 증상
- 음경이 빨갛게 됨[2]
- 음경의 발진[2][3]
- 음경의 악취[2][3]
- 음경의 통증[2]
- 4주 안에 치료되지 않는 음경의 악창 (사마귀, 암, 물집처럼 보일 수 있음). 통증이 있을 수도 없을 수도 있음[3]
- 음경이나 음경 포피 하의 출혈[3]
- 음경 색의 변화[3]
- 포경[3]

## 치료
- 광범위국소절제
- 현미경수술
- 레이저수술
- 포경수술
- 음경 절제

## 같이 보기
- 요도암